# オオバノヤエムグラ
オオバノヤエムグラ（大葉の八重葎、学名：Galium pseudoasprellum）は、アカネ科アカネ亜科ヤエムグラ属の多年草。

## 特徴
茎は枝分かれし、つる状になって他の草本などにからまって伸び、長さは1m以上になる。茎に4稜があり、稜上に下向きの刺がまばらに生える。葉は4-6個が輪生し、各輪が隔たって茎につく。上部の葉はふつう4個つく。葉身は長さ1.5-2.5cm、幅5-10mm、倒披針形または倒披針状長楕円形で、先は急に細くなって短くとがり、表面にはまばらに毛が生え、縁および裏面の葉脈上に下向きの刺状毛が生える。輪生する葉は、対生する本来の2個の葉と、残りの2-4個の、葉と同形の托葉となる。
花期は7-8月。枝先と葉腋から細長い花序を伸ばし、黄緑色の花をまばらに多数つける。花柄は細く、長さ3-8mmになる。花冠は杯形で、径1.5mm、先は4裂する。雄蕊は4個あり、子房は2室に分かれ、各室に1個の胚珠がある。果実は2個の分果からなり、各分果に1個の種子がある。分果は径1.5-2mmの半長楕円形になり、表面は曲がった毛がやや密に生える。
茂り方はヤエムグラ Galium spurium var. echinospermon に似るが、同種と比べて本種は、多年草であること、花期が夏であること、輪生する葉の数が少なく、葉の幅が広く先がとがることで区別できる。

## 分布と生育環境
日本では、南千島（色丹島）、北海道、本州、四国、九州に分布し、山地の日当たりのよい草地などに生育する。世界では、朝鮮半島、中国大陸（東北部）に分布する。

## 名前の由来
和名オオバノヤエムグラは「大葉の八重葎」の意。ムグラ（葎）は、草むら、藪の意味がある。
種小名（種形容語）pseudoasprellum は、「偽の asprellum 種」のこと。和名、学名ともに牧野富太郎 (1903) による命名である。

## ギャラリー

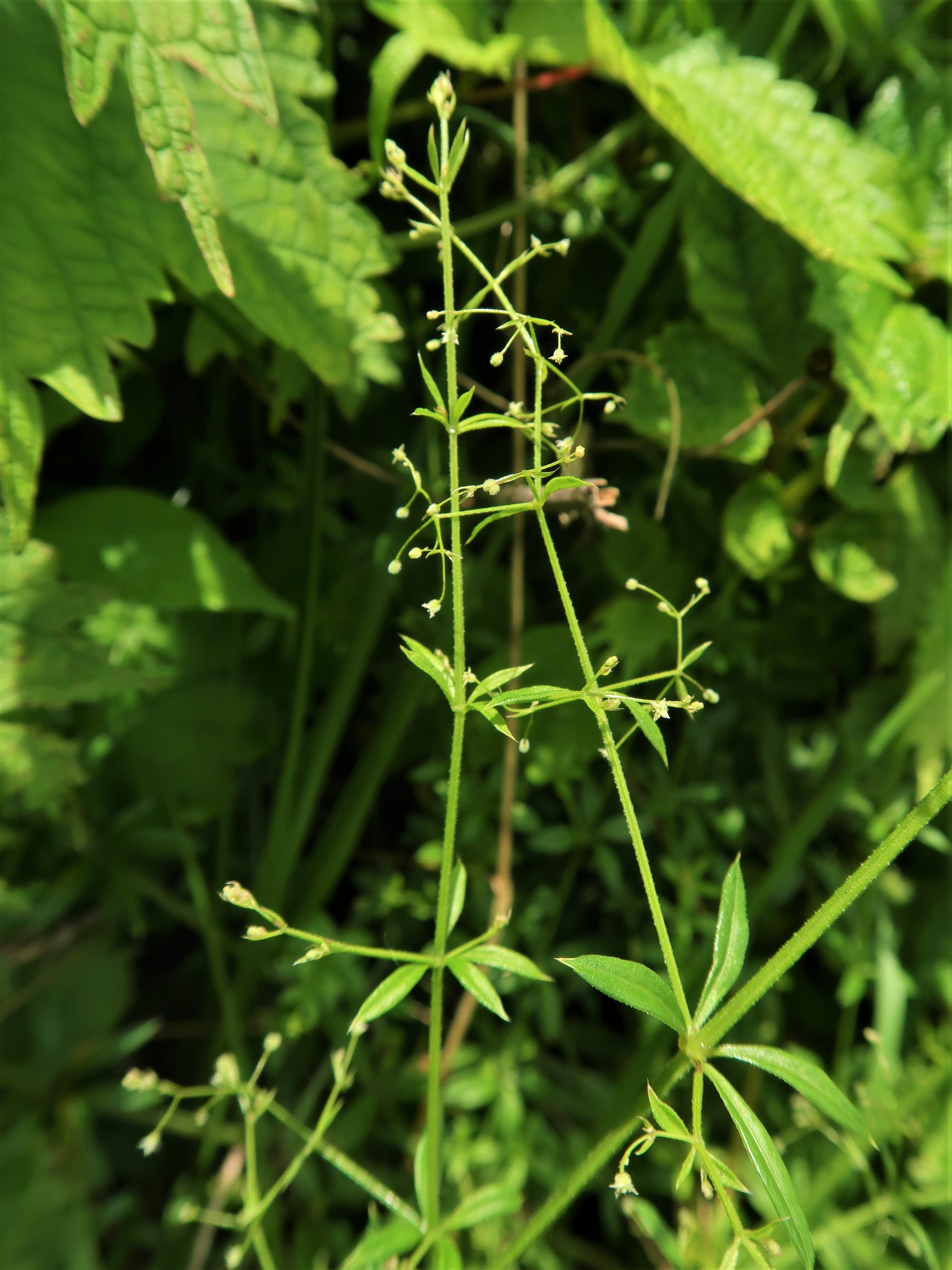
細長い花序を伸ばし、花をまばらに多数つける。
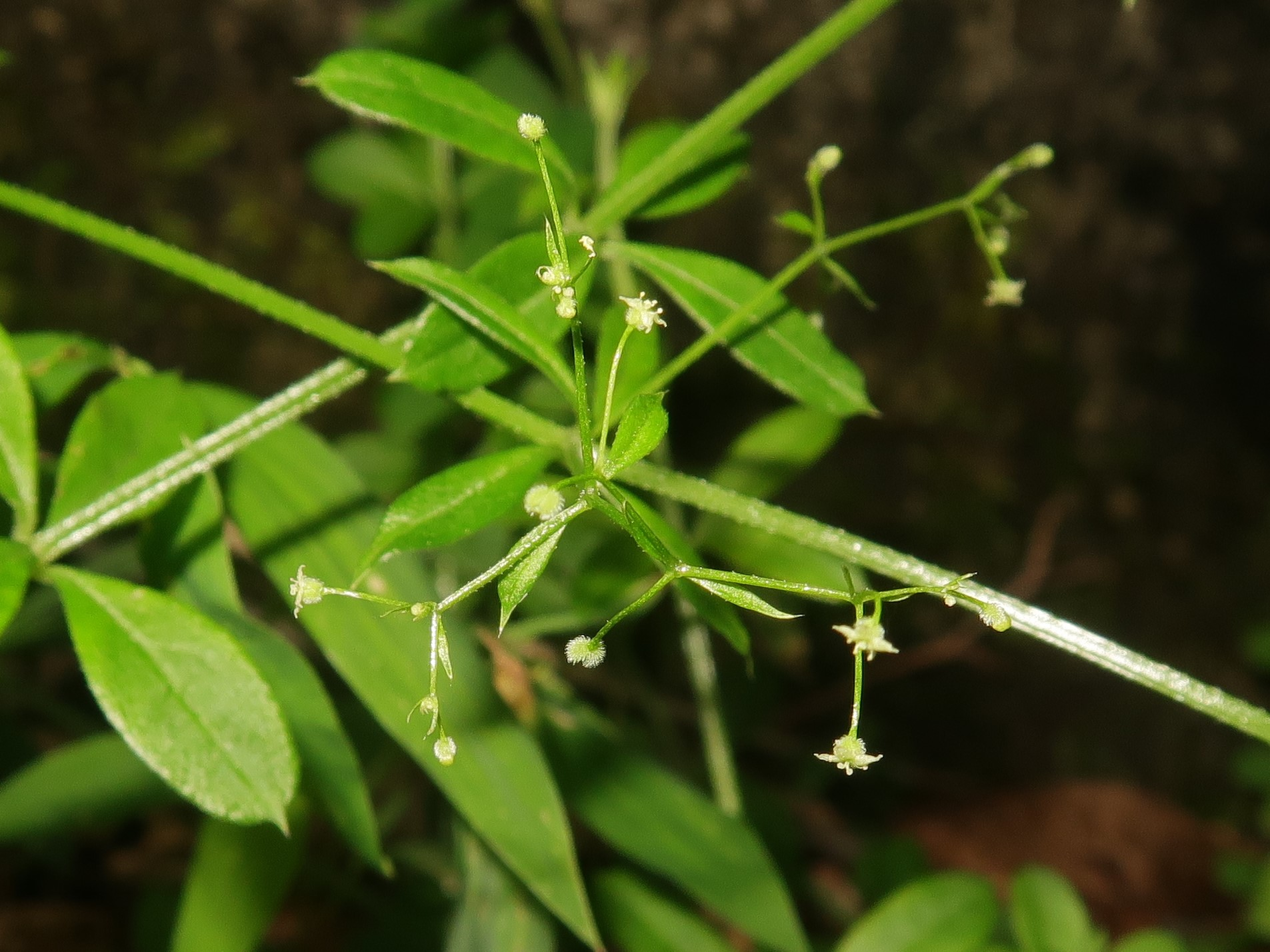
花は黄緑色で径1.5mmと小さい。果実は2個の分果からなり、表面は曲がった毛がやや密に生える。
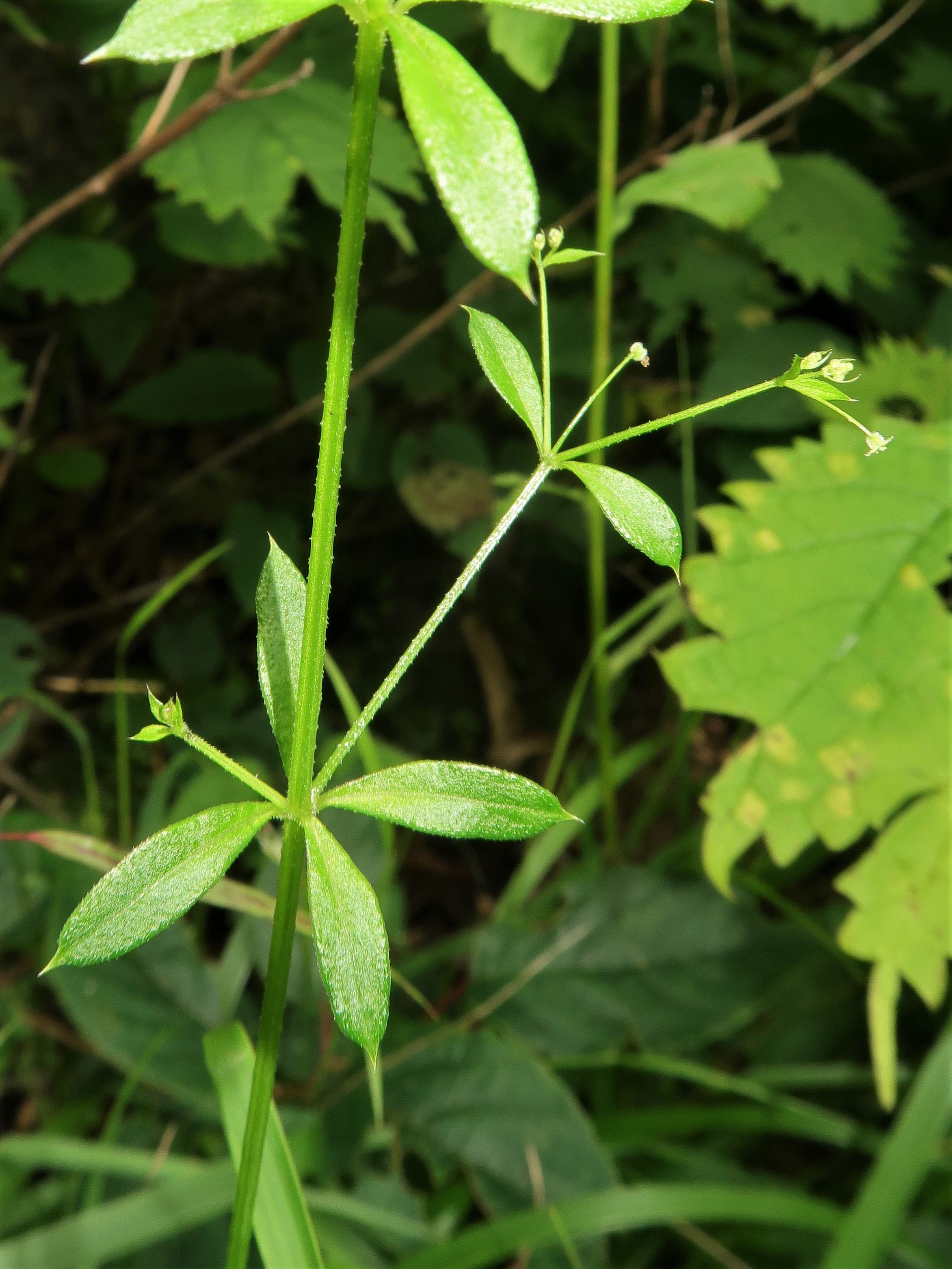
葉の先は急に細くなって短くとがる。茎に4稜があり、稜上に下向きの刺がまばらに生える。
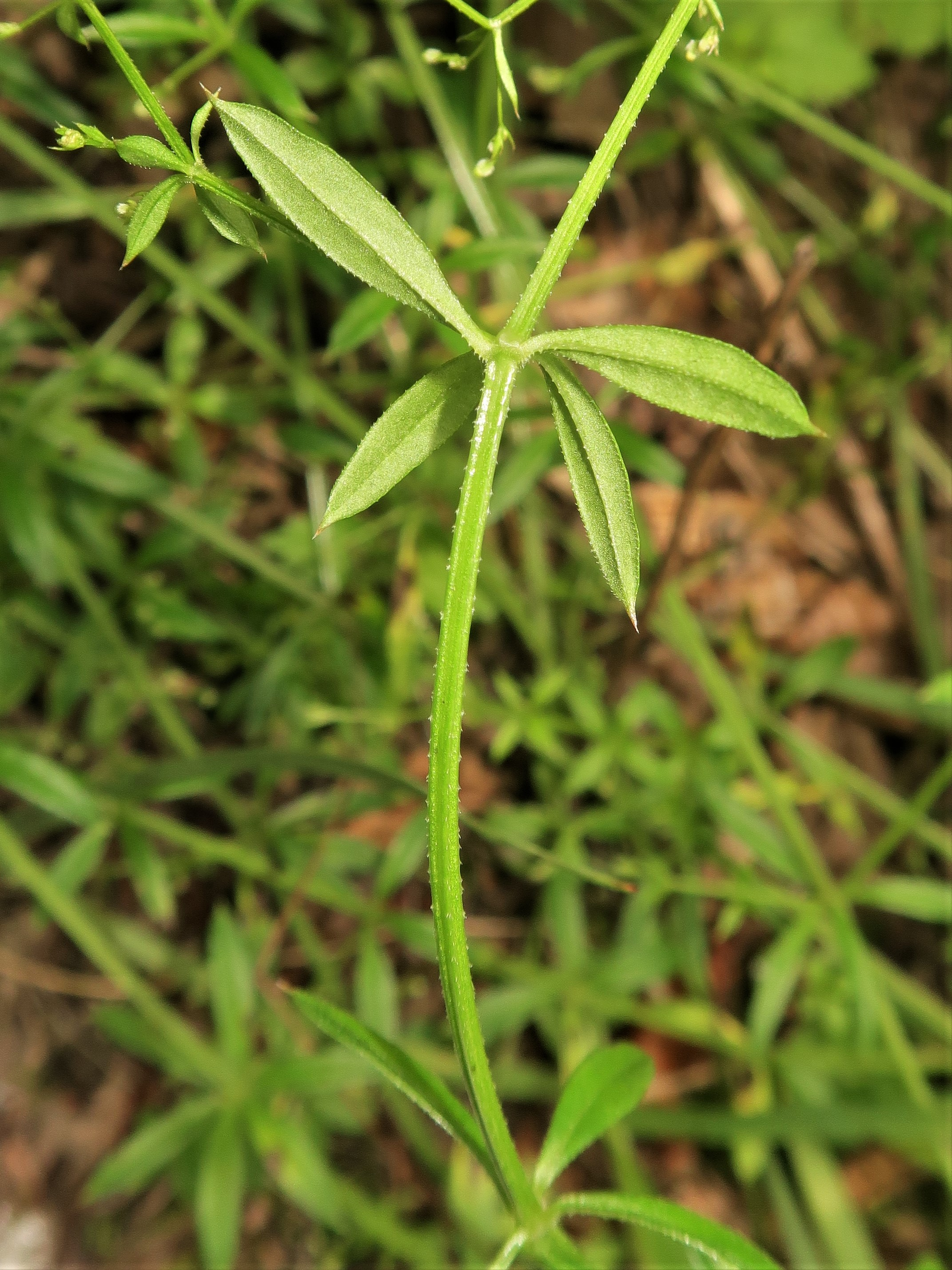
葉の縁および裏面の葉脈上に下向きの刺状毛が生える。

## 下位分類
- ビンゴムグラ Galium pseudoasprellum Makino var. bingoense Murata et Ezuka[9] - 広島県で見いだされた。基本種と比べやや繊細で、葉は4輪生しまれに5-6輪生する。葉先は円頭になる[10]。